# فولكان شتيشن
فولكان شتيشن كانت شركة ألمانية لبناء السفن وبناء القاطرات. تأسست في عام 1851، وتقع بالقرب من مدينة شتيتن الألمانية الشرقية السابقة، اليوم شتشيتسين البولندية. بسبب المرافق المحدودة في شتيتن، في عام 1907 تم بناء ساحة إضافية في هامبورغ. قامت Vulcan-Werke Hamburg und Stettin Actiengesellschaft ببناء بعض السفن الألمانية المدنية الأكثر شهرة والتي لعبت الآن دورًا مهمًا في كل من الحروب العالمية، وبناء السفن الحربية لصالح البحرية الإمبراطورية الألمانية وكريغسمارينه لاحقًا.
أصبحتا كلا ساحتي بناء السفن في بناء السفن والآلات الألمانية في العشرينات. تم إغلاق حوض بناء السفن شتيتن في عام 1928، وافتتح مرة أخرى في عام 1939. خلال الحرب العالمية الثانية، استغلت العمال العبيد، وبعد الحرب، استولت عليها الحكومة البولندية، في حين تم بيع ساحة هامبورغ إلى أتش دي دبليو في عام 1930 وتم بيع قسم القاطرات إلى بورسيج في برلين

## التاريخ

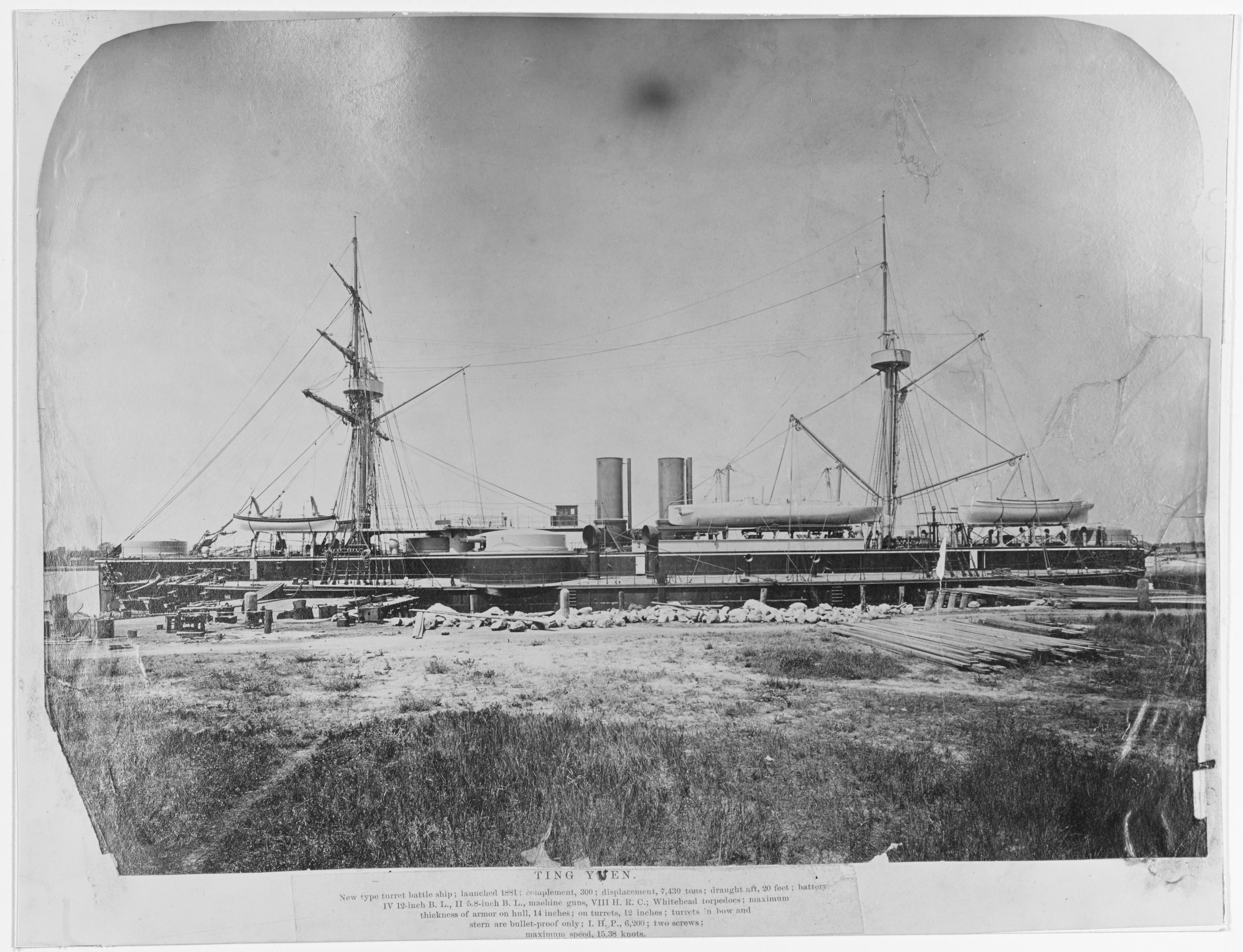